# Three Hills
Three Hills è un comune (town) del Canada, situato nella provincia dell'Alberta, nella divisione No. 5.